# Hyperdrama
Albums de Justice
Woman Worldwide
(2018)
Singles
1. One Night/All Night / Generator
Sortie : 24 janvier 2024
2. Incognito
Sortie : 6 mars 2024
3. Saturnine
Sortie : 20 mars 2024
4. Neverender (feat. Tame Impala)
Sortie : 27 septembre 2024
5. Afterimage (feat. RIMON)
Sortie : 30 avril 2025

Hyperdrama est le quatrième album studio du groupe français de musique électronique Justice, publié le 26 avril 2024 par Ed Banger Records et Because Music. Il s'agit de leur premier album studio après la sortie de Woman en 2016. L'album est précédé des singles One Night/All Night feat. Tame Impala et Generator, accompagnant l'annonce de l'album. Le duo annonce une tournée européenne afin de promouvoir l'album entre mai et août 2024.

## Production et promotion
Le nom de l'album est annoncé le 18 janvier 2024. Une semaine plus tard, dans un communiqué accompagnant l'annonce officielle de l'album, Justice explique que « le disco/funk, et la musique électronique en général, sont des éléments centraux de la musique qu'on produit avec Justice. Avec Hyperdrama, nous les faisons coexister, mais pas d'une manière tranquille. Nous aimons cette idée de les faire un peu se battre ». Quant à One Night/All Night, le groupe explique que le morceau « oscille entre pure musique électronique et pure disco, mais [qu']on n'a jamais les deux au même moment », et qu'ils voulaient qu'il sonne « comme une itération disco de Kevin Parker ».
Un maxi sort quelques mois plus tard contenant des remixes de Neverender par Kaytranada et Rampa du groupe Keinemusik ainsi qu'une version longue du morceau utilisée pendant leurs lives. Le 16 juillet 2025, un deuxième maxi de remix sort autour de la piste Mannequin Love par The Dare, Braxe + Falcon et Hudson Mohawke.

Une tournée mondiale a lieu la même année que la sortie de l'album, début par le festival Coachella. Leur performance sera considérée par le public et la critique comme une des meilleures prestations proposées par le festival cette année là.

## Accueil
Erwan Perron, rédacteur du magazine Télérama accorde la note TTTT (ou Bravo), sa plus haute, à l'album, décrit comme « impressionnant » et séduisant où l'on retrouve « toute l'intensité de vrais instruments ».
Sophie Rosemont du magazine Rolling Stone dessert un 3/5. « Ainsi, Kevin Parker, de Tame Impala, psychédélise Justice comme il se doit sur Neverender et One Night/All Night, tandis que les timbres éclectiques de Connan Mockasin, des Flints ou de Thundercat s’illustrent tout au long d’un disque intense, nourri de techno gabber comme de cold wave et de disco. ».
Le critique Anthony Fantano lui decerne la note de 7/10, indiquant que « malgré que l'album soit bien, certaines parties vocales et certains accords sonnent faibles, parfois le rythme semble trop simple ».
Sur SensCritique, l'album reçoit la note de 6,7/10 sur près de 950 avis.

## Liste des titres
La liste des titres de l'album est dévoilée sur Bandcamp le 20 mars 2024.
| 1.    | Neverender (feat. Tame Impala)          | 4:26 |
| 2.    | Generator                               | 4:42 |
| 3.    | Afterimage (feat. RIMON)                | 4:05 |
| 4.    | One Night/All Night (feat. Tame Impala) | 4:36 |
| 5.    | Dear Alan                               | 5:33 |
| 6.    | Incognito                               | 4:02 |
| 7.    | Mannequin Love (feat. The Flints)       | 3:27 |
| 8.    | Moonlight Rendez-vous                   | 2:00 |
| 9.    | Explorer (feat. Connan Mockasin)        | 4:09 |
| 10.   | Muscle Memory                           | 4:10 |
| 11.   | Harpy dream                             | 0:28 |
| 12.   | Saturnine (feat. Miguel)                | 3:21 |
| 13.   | The End (feat. Thundercat)              | 4:14 |
| 49:12 |                                         |      |

L'album sort au Japon dans un version exclusive contenant en bonus caché une version live de Incognito.

## Samples
- Generator contient des samples de Brain Crash du DJ allemand Hardsequencer ainsi que de Mentasm du DJ et producteur américain Joey Beltram et I Like It (Blow Out Dub) du DJ Landlord[21].
- One Night/All Night contient un sample de Go With the Flow du producteur néerlandais Jeremy issu de la compilation Thunderdome X - Sucking For Blood dérivée du festival de musique électronique hardcore et gabber Thunderdome[22].
- Dear Alan contient un sample de Dear Brian de l'artiste britannique Chris Rainbow, issu de l'album Looking Over My Shoulder[23].
- Incognito contient un sample de New Dream (Instrumental) de l'artiste italien Clay Pedrini[24].